# Галатюк, Александр Евстафьевич
Александр Евстафьевич Галатюк (укр. Олександр Євстафійович Галатюк, род. 5 марта 1958 г., г. Полонное Хмельницкой обл.) — украинский специалист по ветеринарии.
Доктор ветеринарных наук (2001), профессор (2003).
В 2012—2015 гг. директор Института пчеловодства им. П. И. Прокоповича. Ныне с 2016 г. профессор Житомирского национального агроэкологического университета, где в 2001—2015 гг. заведовал кафедрой, также являлся проректором.
Депутат Житомирского областного совета 5—6 созывов.

## Биография
Окончил Белоцерковский сельскохозяйственный институт (1980) по специальности ветеринария, врач-ветеринар, и аспирантуру по кафедре эпизоотологии там же в 1985 г.
Канд. ветеринарных наук (1986), доцент эпизоотологии (1990).
В 1980-83 гг. главный ветврач колхоза им. Мичурина, в 1980–1982 годах служил в армии. В 1983-85 гг. аспирант, в 1986-89 гг. ассистент, затем до 1990 г. доцент кафедры эпизоотологии альма-матер.
В 1990—2001 гг. замдиректора по научно-исследовательской работе Института эпизоотологии УААН.
В 2001—2012 гг. зав. кафедрой микробиологии, вирусологии и эпизоотологии Житомирского национального агроэкологического университета. В 2012 г. его проректор.
В 2012—2015 гг. директор Института пчеловодства им. П. И. Прокоповича.
Ныне с 2016 г. профессор Житомирского национального агроэкологического университета.
Вице-президент Всеукраинской ассоциации апитерапевтов.
Подготовил 11 кандидатов наук. Докторская диссертация — "Інфекційна анемія та ринопневмонія коней" (2001).
Автор более 290 научных публикаций, 5 монографий и 3 пособий. Имеет 8 патентов на изобретения.